# Lasioglossum cephalochilum
Lasioglossum cephalochilum är en biart som beskrevs av Michener 1965. Lasioglossum cephalochilum ingår i släktet smalbin, och familjen vägbin. Inga underarter finns listade i Catalogue of Life.

## Bildgalleri

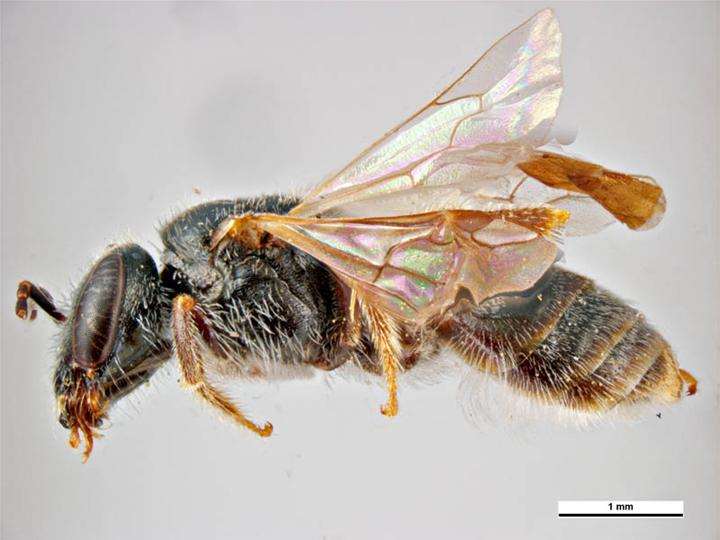
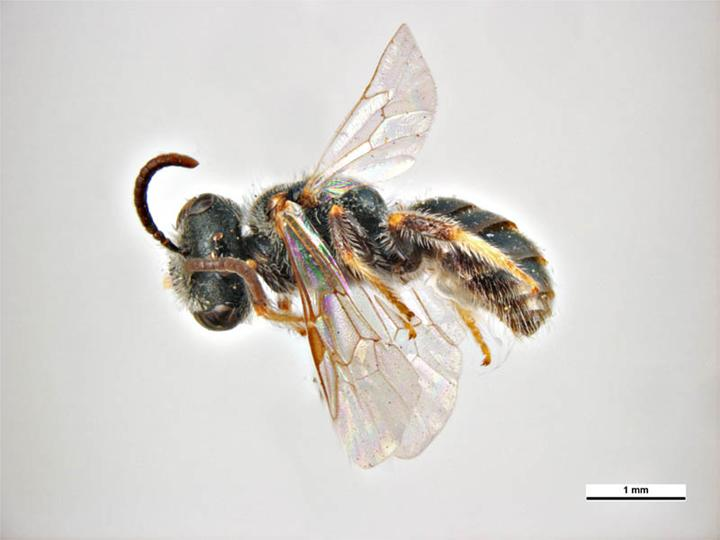